# Limnophila (Nesolimnophila) malagasya
Limnophila (Nesolimnophila) malagasya is een tweevleugelige uit de familie steltmuggen (Limoniidae). De soort komt voor in het Afrotropisch gebied.